# Craspédio
Craspédio é um  tipo de fruto seco e indeiscente, típico das leguminosas do clado Mimosoideae, caracterizado por aquando da queda das paredes ficar presa ao receptáculo uma armação constituída pela nervura e pela sutura do carpelo. Este tipo de fruto deriva de um ovário unicarpelar que se fragmenta transversalmente em segmentos.